# Jacques L. Monod
Jacques-Lucien Monod (París, Isla de Francia; 9 de febrero de 1910-Cannes, Provenza-Alpes-Costa Azul; 31 de mayo de 1976) fue un biólogo y bioquímico francés, ganador del Premio Nobel de Fisiología o Medicina en 1965, compartido con François Jacob y Andre Lwoff, «por sus descubrimientos referentes al control genético de la síntesis de enzimas y virus».

## Biografía
Monod nació en Paris, hijo de la estadounidense Charlotte (Sharlie) MacGregor Todd (originaria de Milwaukee), y de Lucien Monod, un hugonote francés, pintor profesional quien le inspiró artística e intelectualmente. Asistió al liceo de Cannes hasta cumplir los 18 años. En octubre de 1928 comenzó sus estudios de biología en la Sorbona.
Durante la Segunda Guerra Mundial, Monod fue miembro de la resistencia francesa, llegando a ser el jefe de personal de las Fuerzas Francesas del Interior, permaneciendo un tiempo como prisionero del campo de concentración de Miranda de Ebro. Durante la preparación del desembarco aliado, se dedicó a organizar los envíos de armas en paracaídas, los bombardeos sobre el ferrocarril y la intercepción del correo.
Monod no solo fue un biólogo destacado, también era un músico aficionado habilidoso y un estimable escritor sobre la filosofía de la ciencia.
Jacques Monod murió de leucemia en 1976 y fue enterrado en el Cementerio du Grand Jas de Cannes, en la Riviera francesa.

## Logros científicos
Antes de su trabajo doctoral, Monod pasó un año en el laboratorio de Thomas Hunt Morgan en el Instituto de Tecnología de California trabajando sobre la genética de la Drosophila, lo que le supuso una auténtica revelación, y probablemente le influyó en el desarrollo de su concepción genética de la bioquímica y del metabolismo.
Su trabajo doctoral exploró el crecimiento de bacterias en mezclas de azúcares, documentando la utilización secuencial de dos o más azúcares. Acuñó el término diauxie para referirse a las observaciones frecuentes de dos fases distintas de crecimiento de las bacterias que se desarrollan en dos azúcares. Teorizó sobre el crecimiento de cultivos bacterianos y promovió la teoría quimiostática como un sistema de cultivo continuo de gran alcance para investigar la fisiología bacteriana.
Al lado de François Jacob descubrió el sistema operón lac, el cual controla la expresión de variados genes en bacterias. Este sistema brindó el primer ejemplo de un mecanismo de regulación transcripcional. También sugirió la existencia de moléculas de ARN mensajero, las cuales decodifican la información codificada en el ADN y las proteínas.
Monod y sus colaboradores experimentaron con una bacteria común, Escherichia coli, pero el concepto básico descubierto es aplicable para todos los organismos vivos.
La idea clave es que E. coli no gasta energía fabricando enzimas si no tiene la necesidad de metabolizar la lactosa, dado que otros azúcares como la glucosa están presentes. Este concepto se denomina regulación genética negativa.
Monod también realizó importantes contribuciones al campo de la enzimología con su propuesta de la teoría de la regulación alostérica en 1965, formulada conjuntamente con Jeffries Wyman (1901-1995) y Jean-Pierre Changeux.

## Trabajos filosóficos
En sus obras sobre el origen de la vida (especialmente en su libro titulado El azar y la necesidad) sostuvo la idea de que la vida en la Tierra surgió por un inusual (monstruoso) accidente químico, y que era poco probable que se duplicase en el vasto universo. Su sugerencia más llamativa fue que este accidente no fue simplemente de baja probabilidad, sino de probabilidad cero, un evento único e irrepetible. "El hombre por fin se sabe solo en la inmensidad insensible del universo, de la que ha surgido solo por casualidad. Su destino no está escrito en ninguna parte, ni es su deber. El reino de lo anterior o la oscuridad de lo posterior; esta es su elección", escribió en 1971. Utilizó la evaluación sombría de la vida, de la que forma parte la frase anterior, como una plataforma para defender el ateísmo y el absurdo y la inutilidad de la existencia. Monod dijo que somos simplemente agentes químicos secundarios en un majestuoso pero impersonal drama cósmico, un espectáculo irrelevante por no deseado. Sus puntos de vista estaban en oposición directa a las certezas religiosas de sus antepasados, los conocidos hermanos Frédéric Monod (1794-1863) y Adolphe Monod (1802-1856) (ambos pastores luteranos). En 1973 fue uno de los firmantes del Segundo Manifiesto Humanista.

## Algunas publicaciones
- Le hasard et la nécessité, éssai sur la philosophie naturelle de la biologie moderne, París, Le Seuil, 1970 (titulado en español como El azar y la necesidad).

## Reconocimientos
- Además de recibir el Premio Nobel, Monod fue también miembro de la Legión de Honor y miembro extranjero de la Royal Society desde 1968.[2]

## Eponimia
- El asteroide (59388) Monod lleva este nombre en su memoria.